# چک امرو
چک امرو (به انگلیسی: Chak Amru) یک منطقهٔ مسکونی در پاکستان است که در پنجاب، پاکستان واقع شده‌است. چک امرو ۲۷۱ متر بالاتر از سطح دریا واقع شده‌است.